# Colorful Daegu Meeting 2012
Colorful Daegu Meeting 2012 – mityng lekkoatletyczny, który odbył się 16 maja w koreańskim Daegu. Zawody były kolejną odsłoną cyklu World Challenge Meetings rozgrywanego pod egidą IAAF.

## Rezultaty

### Mężczyźni
| Konkurencja:               | 1. miejsce                                                               | Rezultat | 2. miejsce                                                                 | Rezultat | 3. miejsce                                                       | Rezultat |
| Bieg na 100 m              | Justin Gatlin                                                            | 9,93     | Mike Rodgers                                                               | 10,06    | Jacques Harvey                                                   | 10,16    |
| Bieg na 400 m              | Kirani James                                                             | 44,72    | Renny Quow                                                                 | 45,65    | Calvin Smith                                                     | 45,70    |
| Bieg na 800 m              | Mohammed Aman                                                            | 1:43,51  | Leonard Kirwa Kosencha                                                     | 1:44,74  | Andreas Bube                                                     | 1:45,27  |
| Bieg na 110 m przez płotki | Aries Merritt                                                            | 13,21    | David Oliver                                                               | 13,22    | Jason Richardson                                                 | 13,34    |
| Sztafeta 4 × 400 m         | Japonia · Kei Takase · Yūzō Kanemaru · Yusuke Ishizuka · Hiroyuki Nakano | 3:01,04  | Australia · Steven Solomon · Ben Offereins · Brendan Cole · Tristan Thomas | 3:01,58  | Australia „B” · Sean Wroe · Kevin Moore · Alex Beck · Alex Carew | 3:07,29  |
| Skok wzwyż                 | Trevor Barry                                                             | 2,25     | Jamie Nieto                                                                | 2,22     | Samson Oni                                                       | 2,22     |
| Skok w dal                 | Ignisious Gaisah                                                         | 7,99     | Elvijs Misāns                                                              | 7,96     | George Kitchens                                                  | 7,92     |
| Pchnięcie kulą             | Ryan Whiting                                                             | 21,14    | Dylan Armstrong                                                            | 20,72    | Adam Nelson                                                      | 20,34    |
| Rzut oszczepem             | Dmitrij Tarabin                                                          | 82,75    | Ari Mannio                                                                 | 81,06    | Igor Janik                                                       | 80,23    |

### Kobiety
| Konkurencja:               | 1. miejsce           | Rezultat | 2. miejsce        | Rezultat | 3. miejsce             | Rezultat |
| Bieg na 100 m              | Carmelita Jeter      | 11,11    | Blessing Okagbare | 11,21    | Aleen Bailey           | 11,34    |
| Bieg na 200 m              | LaShauntea Moore     | 22,71    | Charonda Williams | 22,82    | Aleen Bailey           | 23,15    |
| Bieg na 1500 m             | Eunice Sum           | 4:05,99  | Meskerem Assefa   | 4:06,52  | Kaila McKnight         | 4:06,54  |
| Bieg na 100 m przez płotki | Dawn Harper          | 12,65    | Kellie Wells      | 12,66    | Brigitte Foster-Hylton | 13,00    |
| Skok o tyczce              | Anastasija Sawczenko | 4,60     | Lacy Janson       | 4,50     | Silke Spiegelburg      | 4,45     |
| Skok w dal                 | Janay DeLoach        | 6,79     | Karin Mey Melis   | 6,48     | Saeko Okayama          | 6,45     |
| Rzut młotem                | Betty Heidler        | 77,24    | Tatjana Łysienko  | 76,14    | Zhang Wenxiu           | 75,68    |

## Rekordy
Podczas mityngu ustanowiono 1 krajowy rekord w kategorii seniorów:
| Zawodnik   | Reprezentacja    | Konkurencja | Rezultat |
| ---------- | ---------------- | ----------- | -------- |
| Kang Na-ru | Korea Południowa | rzut młotem | 63,80    |